# Joan-Lluís Lluís
Joan-Lluís Lluís (Perpiñán, Francia; 29 de junio de 1963) es un escritor francés en lengua catalana. Es un activista en favor de la lengua catalana y un divulgador de lo que considera «genocidio lingüístico» cometido por el Estado francés. 
Ha sido periodista (El Punt) y desde el 2005 dirige el Servicio de Difusión de la Lengua Catalana de la Casa de la Generalidad en Perpiñán. Es coautor, junto con Pascal Comelade, del Manifest revulsista nord-català (Manifiesto revulsista norcatalán).

## Obra
- Els ulls de sorra (ed. de La Magrana, Barcelona, 1993, ISBN 84-7410-692-3)
- Vagons robats (ed. de la Magrana, Barcelona, 1995, ISBN 84-7410-860-8)
- Cirera (ed. de la Magrana, Barcelona, 1996)
- El crim de l'escriptor cansat (ed. de la Magrana, Barcelona, 1999)
- Conversa amb el meu gos sobre França i els francesos (ed. de la Magrana, Barcelona, 2002, ISBN 84-8264-412-2). Premio Joan Coromines.
- El dia de l'ós (ed. de la Magrana, Barcelona, 2004, ISBN 84-7871-199-6). Premio Joan Crexells.
- Pascal Comelade i Arsène Lupin, les proves irrefutables d'una enginyosa mistificació (ed. Mare Nostrum, Perpiñán, 2005).
- Diccionari dels llocs imaginaris dels Països Catalans (ed. de la Magrana, Barcelona, 2006, ISBN 9788478714308)
- Aiguafang (ed. de la Magrana, Barcelona, 2008, ISBN 978-84-9867-255-8). Premio Crítica Serra d'Or.
- Xocolata desfeta, exercicis d'espill (ed. de la Magrana, Barcelona, 2010, ISBN 978-84-8264-031-0)
- A cremallengua, elogi de la diversitat lingüística (ed. Viena, Barcelona, 2011, ISBN 978-84-8330-662-8)
- Les cròniques del déu coix (ed. Proa, Barcelona, 2013, ISBN 978-84-7588-423-3). Premio Lletra d'Or al mejor libro en catalán publicado durante el año 2013.
- El navegant (ed. Proa, Barcelona, ISBN 978-84-7588-633-6). Premio Crítica Serra d'O
- Jo soc aquell que va matar Franco (ed. Proa, Barcelona, 2018, ISBN 978-84-7588-701-2). Premio Sant Jordi.
- Junil a les terres dels bàrbars (ed. Club Editor 1959 SLU, Barcelona. ISBN 978-84-7329-306-8). Primera edició setembre 2021.